# Грудоакромиальная артерия
Грудоакромиальная артерия (лат. a. thoracoacromialis) — артерия, которая является ветвью подмышечной артерии (лат. a.axillaris) в ключично-грудном треугольнике (лат. trigonum clavipectorale) передней стенки подмышечной полости.

## Ветвление
Начинается у верхнего края малой грудной мышцы (лат. musculus pectoralis minor), прободает ключично-грудную фасцию и сразу делится на акромиальную ветвь (лат. r. acromialis), идущую вверх к акромиально-ключичному суставу, ключичную ветвь (лат. r. clavicularis), направляющуюся к ключице и подключичной мышце и являющейся непостоянной ветвью данной артерии, и дельтовидную ветвь (лат. r. deltoideus), проходящую в борозду между дельтовидной и большой грудной мышцами, к которым отдает ветви. Грудные ветви (лат. rr. pectorales) направляются к большой и малой грудным мышцам. 

## Кровоснабжение
Снабжает кровью плечевой сустав, дельтовидную мышцу и обе группы грудных мышц. При закупорке подмышечной артерии осуществляет коллатеральный кровоотток, т.к. в области плечевого сустава анастомозирует с передними и задними артериям, огибающими плечевую кость (лат. aa. circumflexae humeri anteriores et posteriores).